# Stade Louis-Fonteneau
Das Stade de La Beaujoire-Louis Fonteneau, besser bekannt als La Beaujoire, ist ein Fußballstadion in der französischen Stadt Nantes, Hauptstadt der Region Pays de la Loire, im Westen des Landes. Der Fußballverein FC Nantes trägt seine Heimspiele im Stadion aus.

## Geschichte
Das Stadion wurde am 8. Mai 1984 mit einem Freundschaftsspiel zwischen dem FC Nantes und der rumänischen Nationalmannschaft eingeweiht. Es war für die im selben Jahr stattfindende Europameisterschaft errichtet worden. Beim Bau wurde es für 52.923 Zuschauern ausgelegt. Nachdem es für die Fußball-Weltmeisterschaft 1998 renoviert und teilweise umgebaut worden war, fasste das Stadion 38.285 Zuschauer. Heute bieten sich im Stadionrund 35.322 Plätze. Den Zuschauerrekord hält das Vorrundenspiel bei der Europameisterschaft 1984 zwischen Frankreich und Belgien am 16. Juni 1984 mit 51.359 Zuschauern.
Das Stadion hat vier Tribünen. Die Haupttribüne ist nach dem in Nantes geborenen Schriftsteller Jules Verne benannt. Die anderen drei heißen Tribune Océane, Tribune Erdre und Tribune Loire. Die Anhänger des FC Nantes haben ihren Fanblock auf der Tribune Loire. Neben den Fußballspielen wird die Spielstätte auch für Konzerte genutzt. So traten internationale und nationale Künstler wie Genesis, Pink Floyd, Dire Straits, U2 oder Johnny Hallyday im Stadion auf.
Die Veranstaltungsstätte war einer der Austragungsorte der Rugby-Union-Weltmeisterschaft 2007 und der Rugby-Union-Weltmeisterschaft 2023.
Am 19. September 2017 gab der FC Nantes auf einer Pressekonferenz in Anwesenheit von Bürgermeisterin Johanna Rolland bekannt, dass bis zum Jahr 2022 ein neues Stadion mit 40.000 Plätzen, auf dem Baugrund des Stade Louis-Fonteneau, errichtet werden soll. Der Sponsorname wurden bereits vergeben. Die neue, privat finanzierte Fußballarena für 200 Mio. Euro sollte den Namen Yellopark tragen. Im Februar 2019 wurde das von Vereinspräsident Waldemar Kita vorangetriebene Stadionprojekt eingestellt.

## Wichtige Veranstaltungen

### Länderspiele der französischen Fußballnationalmannschaft
Neben der Begegnung bei der Fußball-Europameisterschaft 1984 gegen Belgien trug die französische Fußballnationalmannschaft fünf weitere Länderspiele im La Beaujoire aus.
- 26. Apr. 1995:  Frankreich –  Slowakei 4:0 (Qualifikation zur EM 1996)
- 15. Aug. 2001:  Frankreich –  Dänemark 1:0 (Freundschaftsspiel)
- 17. Okt. 2007:  Frankreich –  Litauen 2:0 (Qualifikation zur EM 2008)
- 30. Mai 2016:  Frankreich –  Kamerun 3:2 (Freundschaftsspiel)
- 02. Juni 2019:  Frankreich –  Bolivien 2:0 (Freundschaftsspiel)

### Fußball-Europameisterschaft 1984
- 16. Juni 1984, Gruppe 1:  Frankreich –  Belgien 5:0 (3:0)
- 20. Juni 1984, Gruppe 2:  Portugal –  Rumänien 1:0 (0:0)

### Fußball-Weltmeisterschaft 1998
- 16. Juni 1998, Gruppe A:  Brasilien –  Marokko 3:0 (2:0)
- 13. Juni 1998, Gruppe D:  Spanien –  Nigeria 2:3 (1:1)
- 20. Juni 1998, Gruppe H:  Japan –  Kroatien 0:1 (0:0)
- 23. Juni 1998, Gruppe B:  Chile –  Kamerun 1:1 (1:0)
- 25. Juni 1998, Gruppe F:  USA –  BR Jugoslawien 0:1 (0:1)
- 03. Juli 1998: Viertelfinale:  Brasilien –  Dänemark 3:2 (2:1)

### Rugby-Union-Weltmeisterschaft 2007
- 09. Sep. 2007, Gruppe B:  Wales –  Kanada 42:17
- 22. Sep. 2007, Gruppe A:  England –  Samoa 44:22
- 29. Sep. 2007, Gruppe B:  Wales –  Fidschi 24:38

### Rugby-Union-Weltmeisterschaft 2023
- 16. Sep. 2023, Gruppe B:  Irland –  Tonga 59:16
- 30. Sep. 2023, Gruppe D:  Argentinien –  Chile 59:5
- 07. Okt. 2023, Gruppe C:  Wales –  Georgien 43:19
- 08. Okt. 2023, Gruppe D:  Japan –  Argentinien 27:39

## Galerie

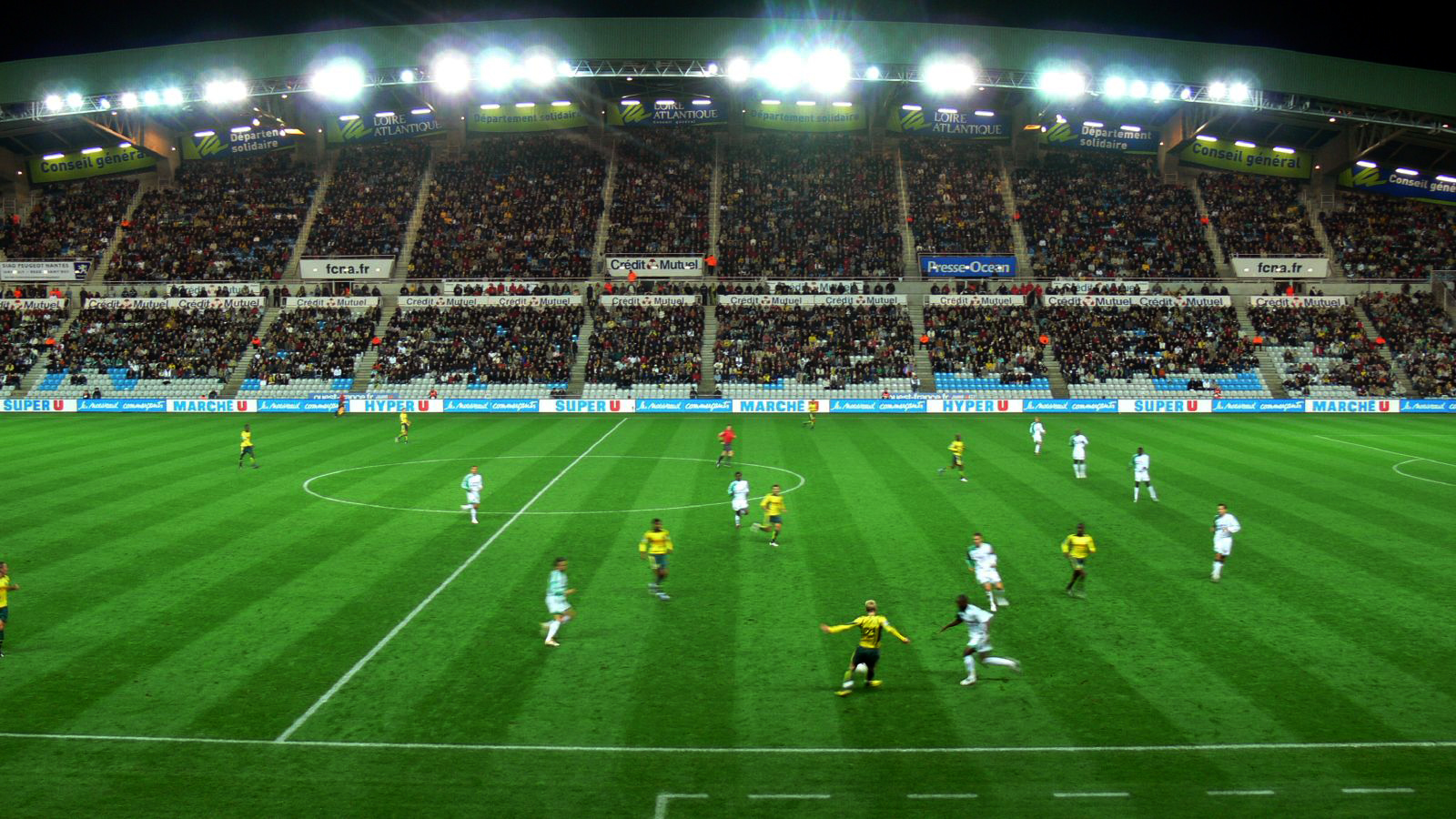
FC Nantes gegen AS Saint-Étienne im November 2006
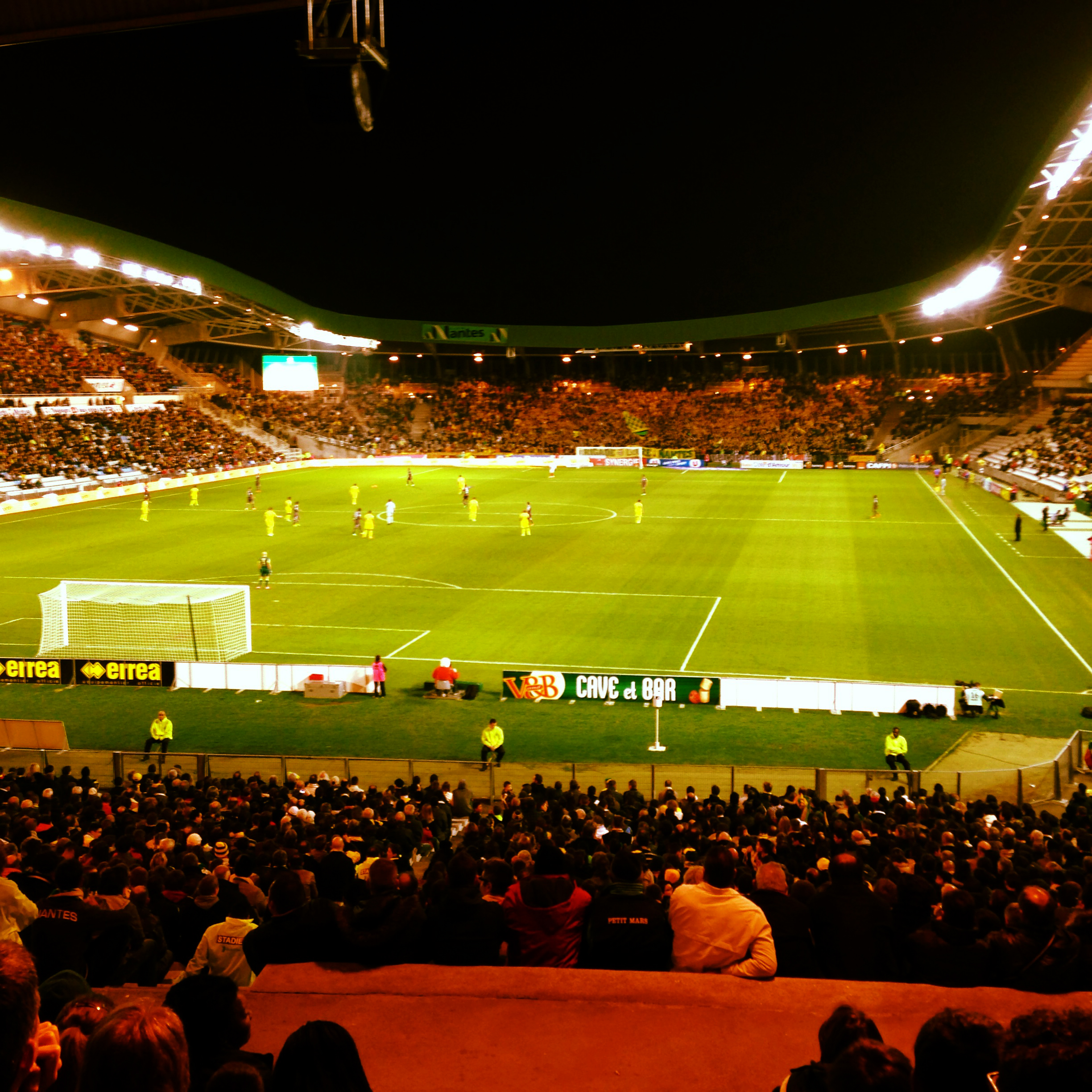
Das La Beaujoire 2014